# Cantorsee
Der Cantorsee, auch Kantorsee, ist ein kleiner natürlicher See auf der Gemarkung von Gramzow im Landkreis Uckermark (Brandenburg).

## Lage
Der Cantorsee liegt unmittelbar nördlich des Ortskerns von Gramzow. Die Bebauung reicht am Südufer meist bis an das Ufer heran. Das Nordufer ist unbebaut.

## Hydrographie
Der Cantorsee ist bis 590 m lang und bis 200 Meter breit. Er hat eine Fläche von 9,7 ha, und der Seespiegel liegt auf etwa 58 m ü. NHN. Bei der Anlage des Seenkatasters 1992 wurde eine max. Probentiefe von 13 m ermittelt. Er hatte damals einen Trophie-Index von 4 (polytroph) und war stabil geschichtet. Der See hat keine größeren Zu- und Abflüsse. Von Süden münden zwei Entwässerungsgräben in den See, ebenso ein kurzer Graben von Osten und Gräben von Norden. Der Cantorsee ist außerdem mit dem Haussee durch einen Graben verbunden. Ein Abfluss findet hier kaum statt. Ein tiefer Graben führte früher zum Mühlteich der Rothemühle; er ist heute verlandet bzw. zum Teil wieder zugeschüttet. Er führt nur noch in kleineren, noch nicht zugeschütteten Teilen temporär Wasser.

## Geschichte
Der Name dieses Sees ist neueren Datums. Im Schmettauschen Kartenwerk sind Haussee und Cantorsee noch miteinander verbunden und ein See, der in der Schmettaukarte den Namen Haussee trägt. Nach dem Brandenburgischen Namenbuch ist der Name von Kantor = Küster abgeleitet. Eine Verbindung zwischen dem Küsteramt in Gramzow und dem See wird aber nicht aufgezeigt. Der Haussee (+ Cantorsee) war im Mittelalter im Besitz des Prämonstratenserstifts Gramzow. Das Kloster wurde 1542/43 säkularisiert und in ein kurfürstliches Amt umgewandelt, das Amt Gramzow. Wann der See sich vom heutigen Haussee trennte, ist nicht bekannt. Auch wem der See später gehörte bzw. wer die Fischereirechte hatte, lässt sich mangels Urkunden nicht sagen.
2017 wurde an einem Steg in den Cantorsee eine russische 100-kg-Fliegerbombe aus dem Zweiten Weltkrieg entdeckt. Sie hatte aber keinen Zünder mehr und war schon nach dem Krieg entschärft worden. Die Bombe wurde geborgen und zur Entsorgung abtransportiert. Eine Evakuierung war daher nicht notwendig.